# オーロフ・レング
オーロフ・レング（Oluf Ring 1884年12月24日 - 1946年4月26日）は、デンマークの作曲家。
学校教師として働く傍ら数多くの優れた歌曲を作曲し、それらの楽曲は人気を博した。第一次世界大戦期にはトマス・ラウプ、トーヴァル・オーゴー、カール・ニールセンらと民謡を強化するにあたり重要な役割を果たした。活動は1922年に学校唱歌集の出版によって頂点に達した。

## 生涯
イェリングに生を受けた。父はイェリングの学校で国語と歴史を教えていた。オーロフが育ったイェリング、Skovgade 4の家庭は音楽一家で、なくてはならないものは学校唱歌集（højskolesangbogen）だった。父がヴァイオリンを弾き、母は子ども達に曲に合わせて歌うように促した。幼くして自分のヴァイオリンを手に入れたオーロフは早くも音楽家になりたいという希望を抱くようになる。イェリングの学校では教職課程を終えたが、ユーモアがあり気まぐれだった彼は同時にヴァイオリニスト、作曲家、漫画家なども視野に入れ、結局コペンハーゲンの学校組織へと応募した。学校組合で出会ったトーヴァル・オーゴーとは生涯付き合う友人となる。教師としての仕事をしていたもののオルガニストやチェリストとして高度な訓練や教育を受けることに支障はなく、これらが何よりも重要なものになっていく。
1907年9月、レングはドイツの音楽家らとともにノルウェーのベルゲン、そしてヨーテボリを旅してまわった。この楽団が解散した後、彼はコペンハーゲンの様々な会場で演奏した。
1910年、チェロの師の姉妹にあたるマリーイ・イーネヴォルスンと結婚。翌年、リーベの音楽教師に空きがあったところへ応募して採用される。これにより生活の不安定さが解消されることになった。
教師としての職を務める傍らヴィルヘルム・ハンスンの音楽出版社の仕事もこなし、楽曲をいくつか作曲した。持ち前のセンスにより、レングは歌詞と曲を人の心をとらえるような形で結び付けることに長けていた。詞と旋律を通じて何であっても人々にとって重要なことを伝えることが出来たのである。西ユトランドの音楽界が盛りを迎えると、レングはアマチュア管弦楽団のJyske Spillemændと共に複数の演奏会を開催、中でもオペラ『Svinedrengen』の上演は成功を収めた。
ライプツィヒへはまず短期留学で出掛けたが、長期留学をしたいという夢が叶ったのは1923年のことだった。パリに赴いたレングはデンマークの宗派のための教会でオルガニストを務めながら、この街や周辺の音楽界について学びを深めた。音楽を聴き、また自らも作曲を行った。帰国途中にはドイツでいくつかの都市に立ち寄ったが、ボイロン滞在後にオペラを作曲しようと温めていた計画を放棄することになった。教会音楽に深く心を捕らえられた彼は、この時自らの転職を見出したのであった。「大規模な音楽」を書くことではなく、キリスト教の、民俗の、デンマークの、民謡を作曲することである。旋律の役目は言葉を運ぶことにあった。
1930年にスコーロプの国立学校の音楽教師に任用され、ここで彼の音楽人生は頂点を迎える。そこには好ましい音楽的風土があった。民謡が好みの分野となり、ラジオからは毎月の放送のために指揮をするよう依頼を受けた。これが「オーロフ・レング合唱団」となり、ドイツの占領下で放送が中止されるまで人気番組『一緒に歌おう』（Syng med os）が放送された。これによって占領期に歌の集会が花開く土壌が醸成されたのであった。
学生に教える際は献身的で機知に富んだ講義を行った。加えて、しばしばリュスリンゲのトーヴァル・オーゴーを伴って幅広く音楽界に加わっていき、音楽の初心者向けに数多くの冊子を執筆した。それらはいずれも教育的意図をもったものだった。レングがデンマークの歌のためにと残した多くの作品は讃美歌の素材となったが、それらは彼がメモ用紙を挟んだ用箋挟を小脇に抱えて歩いたフュン島の自然の中で生まれたのであった。
しかし、長年の務めはあまりに過酷になりレングは健康上の理由から役職を退くことを余儀なくされた。白血病で苦しめられるに至ると、病休を求めざるを得なくなった。1946年4月26日、Svendborgで息を引き取った。

## 遺産
ヴァイストロプにあるvalgmenighedensの墓地、及びスコーロプのOluf Ringsvejにはレングの記念碑が建てられている。彼は235曲の歌曲並びに44曲の子ども用の歌という膨大な数の作品を遺した。一部の楽曲は学校の唱歌集に収録されている。

## 作品
- 1923年 子どものためのヴァイオリン教本
- 1928年 子どものためのピアノ教本
- 1933年 オルガン教本 （フィン・ヴィーザウーと共著）
- 1936年 歌え、デンマーク
- 1936年 仕事歌集

## 歌曲
- 1915年 Se, nu stiger solen af havets skød （ヤコプ・クヌスン）
- 1922年 Kær est du fødeland （St. St. ブリガ）
- 1922年 Når egene knoppes （Chr. Richardt）
- 1922年 Sig nærmer tiden （St. St. ブリガ）
- 1922年 Danmark, nu blunder den lyse nat （トゥーヤ ラースン）
- 1925年 Alle mine længsler （イェッベ・オーケーア）
- 1927年 Våren er i luften （ラスムス・ニルスン）
- 1931年 Som tørstige hjort （グルントヴィ）
- 1935年 Hvor smiler fager den danske kyst （Johs. V. イェンスン）
- 1937年 Sangen har lysning （ビョルンソン）
- 1937年 Den kedsom vinter gik sin gang （A. ストゥプ）
- 1938年 Klokken slår, tiden går （C. J. ブラント）
- 1938年 Kærlighed til fædrelandet （グルントヴィ）
- 1940年 Nu er det længe siden （イェッベ・オーケーア）
- 1945年 Det er så køhnt, det er så dejle (カーステン トムスン）